# 名犬ラッシー/宇宙は近いぞ、ラッシー!
『名犬ラッシー/宇宙は近いぞ、ラッシー!』（Countdown）は、エリック・ナイト作の『名犬ラッシー』を原作とした1968年のアメリカ合衆国のファミリードラマテレビ映画。アメリカで1954年から1974年まで放送された『名犬ラッシー』のシーズン14のエピソード「The Lonely One」、「The Searchers」、「Countdown」を一つにした作品である。ロバート・ブレイ、ピーター・ハスケル、パーリー・ベア出演。
日本では1989年にアポロン音楽工業からビデオが発売された。

## あらすじ
人類初の月面着陸に向けての最終テストで、無人ロケットを月に着地させて調査結果を持ち帰るという計画が進められていた。成功すれば有人ロケットを打ち上げることができるが、宇宙の平和開発をどうやればいいかなどまだ解決していない点も多く存在していた。そのため森林警備隊のコーリー・スチュアートと相棒のラッシーが農務省の森林局に呼ばれ、オースティン・リッチモンドたちから森林局を代表して宇宙計画のアドバイザーになることとパラシュート訓練に参加することを要請される。承諾したコーリーはラッシーと共にオースティンに連れられて宇宙センターを訪れ、そこでコーリーは友人で月面着陸の宇宙飛行士に選ばれたチャック・コンロイ大尉と再会する。チャックとパラシュート訓練を行っている海岸に来たコーリーは、ラッシーが見守るなかでチャックにパラシュートを付けられて海上での訓練に参加する。
訓練終了後ラッシーはセンター内をうろついている野犬のジャーマン・シェパードを発見し、仲良くしようと近づくが逃げて行ってしまう。チャックによるとその野犬はセンターの番犬だったアトラスで、飼い主が死んでから誰にも懐かず人を寄せ付けないために、怪我も手当てできずに野放し状態にされているという。このままだとアトラスは苦しんで死んでいく運命であることをラッシーが心配する。人を寄せ付けない以上救う手段がないとチャックから聞いたコーリーは、殺して苦しみから解放させてあげることがベストな方法だと伝える。その後コーリーがチャックの案内でセンター内を回っている間に、アトラスのことが気がかりなラッシーは彼を探しにさっきの場所に戻る。アトラスを見つけて追いかけるラッシーだが、途中にある沼にアトラスがはまってしまう。彼が沈まないようラッシーは枝を沼の上に掛けた後、助けを求めにコーリーとチャックの元へ向かう。
2人が駆けつけてアトラスを助け、彼をポール・ローリー医師に診察してもらう。医師からアトラスは栄養失調だと言われたコーリーたちは、彼が警戒心を持たないよう餌に人間の匂いを付けない方法を考えてしばらく保護することにする。コーリーがチャックの代わりにロケット用パラシュートを受け取りに行く途中、道路脇に死んだ犬を抱いて泣いている少年を見つける。彼に何が起こったか尋ねると、少年の名前はダニー・ベイカーで犬のデュークを連れて釣りをしに来たが、野生のうさぎをデュークが追いかけて道路に飛び出して轢かれたという。コーリーは傷心のダニーを家まで送り届け、ダニーはデュークの墓をつくる。コーリーは彼の母親から、ダニーがデュークにすごく思い入れがあったことを聞く。

## キャスト
※括弧内は日本語吹替
- ラッシー
- コーリー・スチュアート - ロバート・ブレイ（英語版）（堀勝之祐）
- チャック・コンロイ - ピーター・ハスケル（英語版）（富山敬）
- オースティン・リッチモンド - パーリー・ベア（英語版）（大宮悌二）
- ポール・ローリー医師 - リチャード・クレイン（英語版）（石井敏郎）
- ベイカー夫人 - サリー・フレイザー（英語版）（勝生真沙子）
- ダニー・ベイカー - ボビー・リーハ（坂本千夏）
- ダン - メッド・フローリー（島田敏）
- ジャック - ジェド・アラン（英語版）（松本保典）

## スタッフ
- 監督：ディック・モデル
- 脚本：ロバート・シェイファー、エリック・フリーウォルド
- 製作：ロバート・ゴールデン
- 製作総指揮：ジャック・ラザー
- 撮影監督：ロバート・F・スパークス
- 編集：ジグムンド・ニューフェルド・Jr、チェスター・W・シェイファー
- 音楽：ネイサン・スコット

日本語版スタッフ
- 翻訳：白井春香
- 演出：田島荘三
- 効果：PAG
- 調整：近藤勝之
- スタジオ：コスモスタジオ
- 制作：斉藤誠、コスモプロモーション